# Myrmecotypus orpheus
Myrmecotypus orpheus là một loài nhện trong họ Corinnidae.
Loài này thuộc chi Myrmecotypus. Myrmecotypus orpheus được miêu tả năm 1969 bởi Reiskind.